# Necterosoma aphrodite
Necterosoma aphrodite är en skalbaggsart som beskrevs av Watts 1978. Necterosoma aphrodite ingår i släktet Necterosoma och familjen dykare. Inga underarter finns listade i Catalogue of Life.